# Ole Ramlau-Hansen
Ole Garby Ramlau-Hansen (* 4. August 1945 in Frederiksberg) ist ein dänischer Manager.

## Leben

### Jugend und Ausbildung
Ole Ramlau-Hansen ist der Sohn des Dozenten Erik Garby und der Zahnärztin Birthe Christophersen verh. Ramlau-Hansen. Er wuchs in Randers auf und besuchte später die Realschule in Grindsted. Anschließend heuerte er auf einem Schiff an und wollte eine Karriere in der Handelsflotte einschlagen, begann dann jedoch eine Lehre als Zimmermann. Später schrieb er sich doch noch am Handelsgymnasium in Randers ein und machte dort 1969 oder 1972 seinen Abschluss. Anschließend studierte er Wirtschaft und Organisation an der Handelshochschule in Aarhus (heute ein Teil der Universität Aarhus), wo er 1975 das Handelsexamen ablegte und 1977 cand. merc. wurde. Anschließend wurde er als Dozent ebendort angestellt und unterrichtete zudem auf dem Handelsgymnasium in Randers.

### Erste Jahre in Grönland
1979 zog er nach Grönland, wo er eine Handelsschule in Nuuk aufbauen sollte. Anschließend wurde er Leiter der von ihm gegründeten Niuernermik Ilinniarfik, die er 1985 verließ. Nebenher war er auch seit 1981 Rektor der Fischereiproduktionsschule in Qaqortoq gewesen. 1984 wurde er arbeitender Aufsichtsratsvorsitzender der Fischfabrik Avataq und der Grønlandsgarveriet, was er jeweils bis 1987 blieb. Von 1986 bis 1988 war er zudem Direktor von Godthåb Fiskeindustri. Von 1987 bis 1988 war er außerdem Aufsichtsratsvorsitzender bei Grønlands Fiske Industri und Nuuk Frysehus.
Am 4. April 1987 heiratete er die grönländische Journalistin Laila Hansen (* 1959), Tochter des Fahrers Verner Hansen und seiner Frau Asuba Eugenius. Er hatte sie 1981 kennengelernt und sie wurde unter dem Namen Laila Ramlau-Hansen später Chefredakteurin der Atuagagdliutit. Das Ehepaar hat eine Tochter.

### Als Direktor bei Royal Greenland
1988/90 wurde Ole Ramlau-Hansen Direktor von Royal Greenland. 1993 war er zeitgleich auch Direktor der KNI Holding. Er war außerdem von 1991 bis 2001 Aufsichtsratsvorsitzender bei Dansk Fiske Fabrik (Priess & Co), von 1991 bis 1992 bei Grønlandske Værfter, von 1993 bis 1997 beim Erwerbsentwicklungsrat und von 1996 bis 2001 bei Royal Greenland Italy. Er saß zudem von 1991 bis 1997 im Aufsichtsrat von Royal Greenland, von 1992 bis 1993 im Fischereirat der grönländischen Regierung, von 1992 bis 1994 bei der Trawlerorganisation APK (siehe KNAPK), von 1993 bis 1995 beim Hotel Hans Egede, von 1992 bis 2000 bei Pisiffik als Vizevorsitzender, von 1996 bis 2000 bei Pilersuisoq und von 1995 bis 2000 bei der KNI Holding. Von 1990 bis 1996 war er britischer Honorarkonsul in Grönland und von 1991 bis 1992 war er als Regierungsberater aktiv.

### Als Direktor im Bergbauwesen
2001 verließ er Royal Greenland, um Direktor des Rohstoffunternehmens Greenland Resources zu werden. 2006 wurde er Direktor bei Green Mining Cooperation. Nebenher war er von 2007 bis 2008 auch Direktor bei Greenland Spring Water, von 2008 bis 2010 bei Greenland Mining Services, 2008 bei Greenland Graphite, 2009 wieder bei Greenland Resources, 2010 bei East Greenland Oil und ab 2010 bei Greenland Minerals & Energy. 2011 hörte er bei Greenland Mining Cooperation auf. Nebenher saß er weiterhin in zahlreichen Aufsichtsräten. Er war Aufsichtsratsvorsitzender bei Arctic Venture von 2005 bis 2007, von 2007 bis 2011 bei Greenland Mining Services und von 2008 bis 2011 bei Greenland Recycling. Aufsichtsratsmitglied war er zudem bei Greenland Contractors von 2002 bis 2007, von 2009 bis 2011 bei Greenland Graphite und Greenland Resouces sowie ab 2009 bei Greenland Minerals & Energy und East Greenland Oil.

### Pensionierung
2013 wurde er pensioniert. Anschließend ließ sich das Ehepaar auf der dänischen Insel Hjarnø nieder, wo es die Villa Egebakken gekauft hatte, und begann Wein anzubauen.
Ole Ramlau-Hansen erhielt am 3. August 1995 den Nersornaat in Silber und wurde im selben Jahr zum Ritter des Dannebrogordens ernannt.